# Ciara Hanna
Ciara Hanna es una actriz y modelo estadounidense, conocida por interpretar a Gia Moran en Power Rangers Megaforce y a Nicole Parker en Blood Lake: Attack of the Killer Lampreys

## Biografía
Hanna nació en la ciudad de Orange, California, siendo la primera de los tres hijos de Mark y Kimberly Hanna. Tiene dos hermanos menores, Krystal Hanna, y Dalton Hanna. Asistió a la escuela secundaria Martin Luther King en Riverside, California, graduándose en 2009.

## Carrera

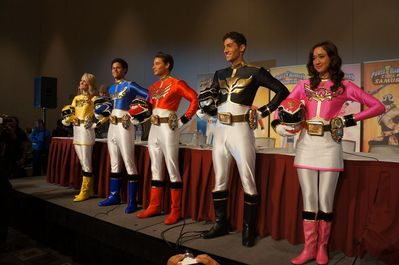
Hanna (última a la izquierdoa) en la Power Morphicon 3 en Pasadena, CA.

Hanna ingresó a la industria del entretenimiento a los 8 años, viajando por California con un grupo de canto. A los 10 años, comenzó a actuar y modelar, produciendo comerciales para Orange y modelando para compañías como Mattel, Robinsons-May y Macy's . En el año 2009, quedó semifinalista en la temporada 13 de America's Next Top Model, que buscó, de manera específica, modelos de talla 5'7" o menos, pero no logró ser seleccionada para el elenco final. En 2012, fue elegida para el papel de Gia Moran, la Megaforce Yellow Ranger, en la serie de televisión Power Rangers Megaforce .
Posteriormente, tuvo muchas apariciones en numerosos programas y videos musicales. Actualmente, es conocida por ser modelo.

## Vida personal
Hanna salió con el vocalista de la banda Waterparks, Awsten Knight, desde 2015 hasta diciembre de 2017. El 30 de agosto del 2020, se comprometió con Chase Pino. Alrededor de septiembre de 2020, la pareja esperó un bebé, que nació el 15 de marzo del 2021 y llamaron Canyon Cruz Pino.

## Filmografía

### Películas
| Año  | Título                                         | Rol               | Notas                                         |
| ---- | ---------------------------------------------- | ----------------- | --------------------------------------------- |
| 2012 | Campamento Virginovich                         | Jesse (animadora) |                                               |
| 2012 | Proyecto X                                     | Chica de éxtasis  | Sin acreditar                                 |
| 2013 | Todos los villancicos americanos               | Brandy            | Directo a DVD                                 |
| 2014 | Blood Lake: El ataque de las lampreas asesinas | nicole parker     | Película para televisión                      |
| 2015 | Pernicioso                                     | Alex              | Primer papel principal                        |
| 2015 | Es noche de chicos                             | leslie            | Cortometraje                                  |
| 2015 | La historia no autorizada de Melrose Place     | Heather Locklear  | Película para televisión                      |
| 2015 | 210 historias de fantasmas de Halloween        | Madre fantasma    | Cortometraje                                  |
| 2016 | El enfrentamiento                              | Christie          |                                               |
| 2017 | El diablo se acercó                            | Espiga            | Postproducción Originalmente titulado: Vagary |
| 2017 | Luz de calcio                                  | Ámbar             | Terminado                                     |
| 2019 | La venganza del diablo                         | Dana              |                                               |
| 2021 | Las estrellas cayeron sobre Alabama            | Madison Belle     |                                               |
| 2023 | Las estrellas cayeron de nuevo                 | Madison Belle     |                                               |

### Televisión
| Año       | Título                                      | Role                                         | notas                                                               |
| --------- | ------------------------------------------- | -------------------------------------------- | ------------------------------------------------------------------- |
| 2009      | Next Top Model de Estados Unidos (ciclo 13) | Ella Misma (semifinalista)                   |                                                                     |
| 2010      | Jonas                                       | Hannah                                       | Episodio: "Viaje en barco"                                          |
| 2010-2011 | El atrevido y la bonita                     | Modelo de verano/Forrester                   | 19 episodios                                                        |
| 2011      | El protector                                | marci heller                                 | Episodio: "Ayuda"                                                   |
| 2011      | Big Time Rush                               | Chica coqueta # 1                            | Episodio: "Gran Huelga"                                             |
| 2012      | Venganza                                    | amy                                          | Episodio: "Infamia"                                                 |
| 2012      | iCarly                                      | Dana                                         | Episodio: "Me banean"                                               |
| 2013      | Power Rangers Megaforce                     | Gia Moran/Megaforce Yellow Ranger            | Papel principal (22 episodios)                                      |
| 2014      | Power Rangers Súper Megaforce               | Gia Moran/Ranger amarillo de Super Megaforce | Papel principal (20 episodios)                                      |
| 2014      | Sam & Cat                                   | lexi                                         | Episodio: "#SuperPsycho"                                            |
| 2014      | New Girl                                    | karli                                        | Episodio: "La última boda"                                          |
| 2014      | Anger Management                            | Jade                                         | Episodio: "Charlie y Lacey van por la quiebra"                      |
| 2016      | #ThisIsCollege                              | karen                                        | 2 episodios                                                         |
| 2016      | Hawaii Cinco-0                              | Desaparecido en combate                      | Episodio: "I'ike Ke Ao (Para que el mundo lo sepa)"                 |
| 2016      | Hell's Kitchen                              | Sí misma                                     | Comedor de invitados; Episodio: "Que comiencen las peleas de gatas" |
| 2018      | Power Rangers Super Ninja Steel             | Gia Moran/Megaforce Yellow Ranger            | Episodio: "Dimensiones en peligro"                                  |
| 2022      | The Bay                                     | Marly Garrett Nelson                         | 5 episodios                                                         |